# Физичка уртикарија
Физичка уртикарија или физичка копривњача представља под утицајем неког од физичких фактора изненадан, пролазан оток дерма/хиподерма изазван локално повећаном пропустљивошћу капилара и венула, настао деловањем молекула ослобођених из активираних мастоцита (кутаних маст ћелија).  Постоји седам поткатегорија које су препознате као независне болести.  Познато је да је физичка уртикарија болна, сврби и физички непривлачна; може се понављати месецима до годинама, мада се обично повлачи након 1 до 24 часа од појаве, док ангиоедем може да траје и до 72 часа а одликују га бол, ређе свраб. Уколико траје до шест недеља сматра се акутном физичком уртикаријом, а преко тог периода представља хроничну уртикарију.

## Епидемиологија
Као често обољење, појављује се код 15-25% популације у току живота. Инциденција хроничне уртикарије у општој популације је 0,5%. Уртикарија је уз псоријазу и атопијски дерматитис, обољење са највишом преваленцијом у општој популацији.

## Општа разматрања
Према стандардима и смерницама европских удржења за алергологију и имунологију (European Academy of Allergology and Clinical Immunology/Global Allergy and Asthma European Network/European Dermatology Forum (EAACI/GALEN/EDF)) смерницама, уртикарије су подељене на три основне групе:
- Спонтане уртикарије (акутне и хроничне),
- Физичке уртикарије (уртикарија на хладноћу и топлоту, одложена уртикарија услед притиска, соларна уртикарија, уртикаријални дермографизам и вибраторна уртикарија)
- Остале уртикарије (аквагенијска, контактна, холинергијска и уртикарија узрокована вежбањем).

Уртикарија настаје као последица ослобађња хистамина, брадикинина, леукотријена C4, простагландина D2 и других вазоактивних супстанци из базофила и маст ћелија у дермису. Ове супстанце доводе до вазодилатације и повећане екстравазације течности у дермис при чему настају катактеристичне промене на кожи.

## Физички спољашњи фактори уртикарија[10]
| Стечена на хладноћу  | хладан ваздух, вода, ветар, храна или објекти                                    |
| Одложена на притисак | вертикални притисак (после 3-8 часова).                                          |
| На топлоту           | локално излагање топлоти                                                         |
| Соларна              | опште или локално излагање ултравиолетном зрачењу и/или видљивој светлости       |
| Дермографизам        | механичко повлачење тупог предмета по кожи (после 1-5 минута јављају се промене) |
| Вибраторна           | локално или опште дејство вибрације (пнеуматски алати, саобраћај)                |

## Подтипови физичких уртикарија
Подтипови физичких уртикарија и окидачи активације мастоцита наведени су у доњој табели:
| Подтип                            | Дефиниција                                                   |
| --------------------------------- | ------------------------------------------------------------ |
| Контактна уртикарија на хладно    | Окидач: хладни предмети, ваздух, течност, ветар              |
| Касна уртикарија на притисак      | Окидач: вертикалан притисак (уртике настају након 3-12 сати) |
| Контактна уртикарија на топлоту   | Окидач: локализована топлота                                 |
| Соларна уртикарија                | Окидач: УВ и/или видљива светлост                            |
| Дермографска уртикарија           | Окидач: механички надражај (уртике настају након 1-5 минута) |
| Уртикарија/ангиоедем на вибрације | Окидач: вибрација нпр. пнеуматски чекић                      |

### Контактна уртикарија на хладно
Код уртикарије на хладно, утврђено је код малог броја пацијената постојање хладноћом насталог антигена у серуму на који се стварају IgE антитела. Медијатори од значаја за овај надражај су: 
- хистамин,
- супстанца П,
- хемотактички фактор за еозинофиле и неутрофиле,
- PGD2 и LTC4.[11]

### Контактна уртикарија на топлоту
У серуму болесника са уртикаријом на топлоту, повећан је хистамин, фактор хемотаксије зa еозинофиле, а снижен укупни хемолизни комплемент, C3 и фактор. 

### Соларна уртикарија
Код половине пацијената са соларном уртикаријом откривен је серумски антиген као узрок ослобађања медијатора из мастоцита, под утицајем ултравиолетног зрачења са сунца. 

### Дермографска уртикарија
Уртикарија на механички подражај, која се назива и дермографска уртикарији код неких болесника је изазвана позитивним трансфером серумског фактора вероватно IgЕ класе.

### Касна уртикарија на притисак
Код касне уртикарије на вертикални притисак сматра се да је једним делом одговоран ТNF α за ослобађање медијатора из мастоцита, а другим делом притисак на кожу који смањује ткивну оксигенацију, и доводи до локалне ацидозе са смањењем функције кининазе, што повећава ниво кинина и доводи до формирања локалног едема (отока).

### Аквагена уртикарија
Код аквагене уртикарије, откривен је хидросолубилан антиген у кожи, који у in vitro условима узрокује хистаминолиберацију. 

### Холинергијска уртикарија и вежбањем изазвана анафилаксија/уртикарија
У холинергијској уртикарији повишена температура крви узрокује ослобађање ацетилхолина у кожи, последично појачано знојење, а зној делује као алерген. У зноју је нађен IgЕ зависан хистаминолибератор. Остаје да се разјасни да ли је овај антиген, патофизиолошки гледано, одговоран код свих болесника за холинергијску уртикарију.

## Терапија
Како је уртикарија синдром или скуп синдрома, или стање које значајно смањује квалитет живота пацијената неопходна је примена адекватне терапије. Због високе варијабилности етиолошких фактора, клиничких манифестација и одговора на терапију, неопходна је индивидуализација терапије за сваког пацијента посебно.

### Медикаменти
Антихистаминици су типично прописани лекови за лечење физичке уртикарије.  Они блокирају ефекат хистамина, једињења које производи тело које чини део локалног имунолошког одговора и последично изазива упалу. Нека истраживања су показала да је употреба антихистаминика и антагониста у синергији боља за лечење физичке уртикарије.
Каскада догађаја који повезују реакцију аутоантитело-антиген са производњом и ослобађањем хистамина није добро окарактерисана. Стога је фокус лечења физичке уртикарије био на карактеризацији ефикасности антихистаминика, а не на анализи везивања рецептора или патомеханизама.

### Неконтролисана терапија
С обзиром на високу инциденцију уртикарије у општој популацији (15—25%), значајан број пацијената узима лекове без контроле лекара. У том смислу феномен раширене самоиницијативне употребе лекова, треба сузбији саветовање и едукација пацијената од стране лекара и фармацеута, је веома важна због успостављања одговорне самомедикације.